# Museumsbunker Trappenkamp

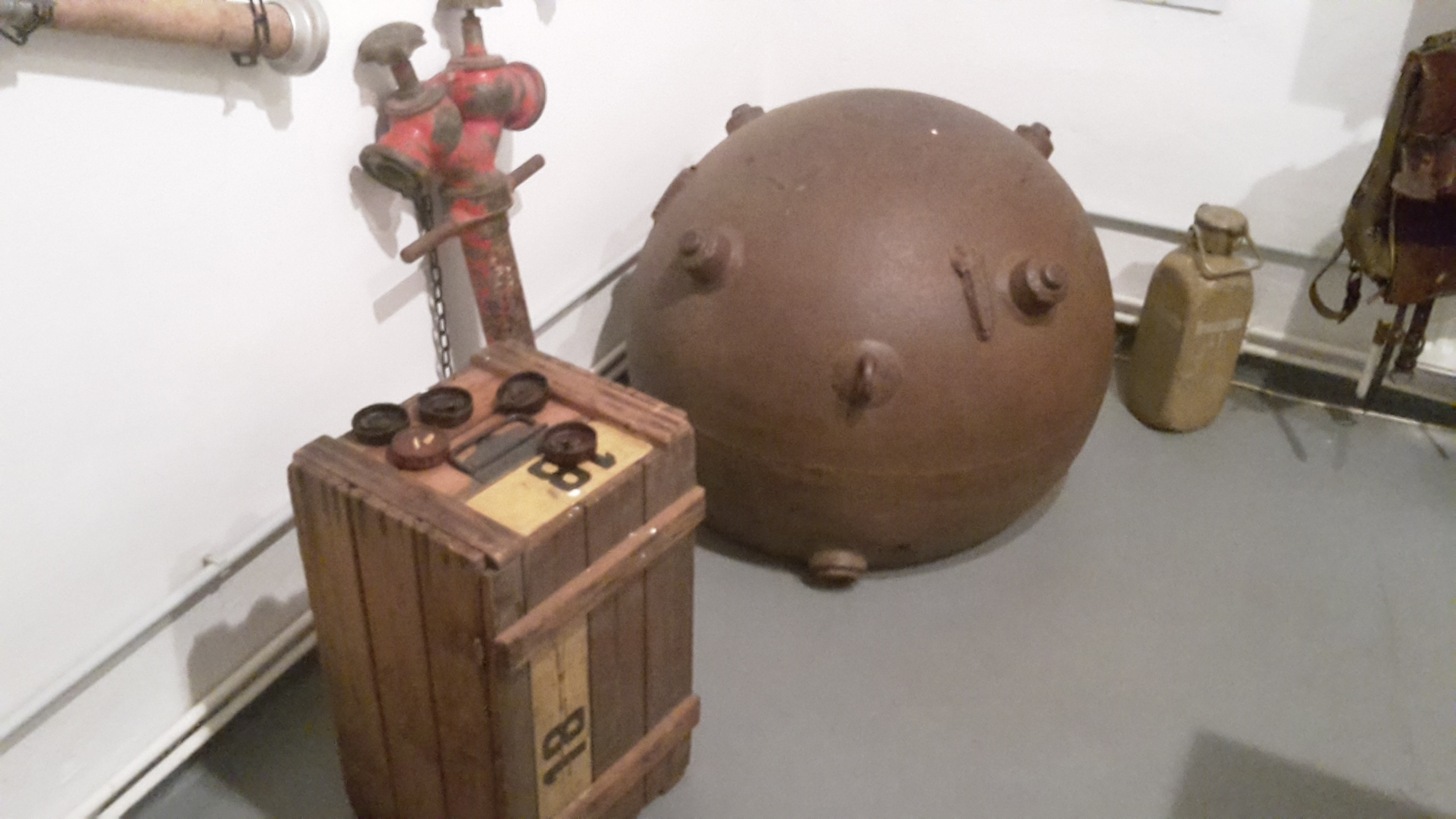
Seemine im Museumsbunker Trappenkamp

Der Museumsbunker Trappenkamp ist ein seit 1996 bestehendes Heimatmuseum in Schleswig-Holstein. Es befindet sich in einem
ehemaligen Munitionslagerhaus in Trappenkamp.

## Ausstellung
Schwerpunkt der Ausstellung ist das Wirken der Vertriebenen und Flüchtlinge aus dem Sudetenland und den ehemaligen deutschen Ostgebieten, die 1946 die Bunker des ehemaligen Militärgeländes bezogen. Die Sudetendeutschen stellen in den ersten Nachkriegsjahren rund 90 Prozent der Einwohner und setzten kulturelle und handwerkliche Schwerpunkte, besonders durch das aus dem Raum Gablonz mitgebrachte Wissen der Glaserzeugung, das zur Gründung von 40 Betrieben in Trappenkamp genutzt wurde und bis in die 1950er Jahre als Gablonzer Glasindustrie made in Schleswig-Holstein die Grundlage der wirtschaftlichen Entwicklung in Trappenkamp legte. Das Museum zeigt Produkte aus dieser Zeit in Form von Schalen, Vasen, Knöpfen und Kristalllüstern.
Fotografien, Lagepläne und alte Zeitungsausschnitte informieren über die militärischen Nutzung des Marinearsenals und die Entwicklung der Flüchtlingssiedlung bis zur Gründung der Gemeinde Trappenkamp 1956. Zu sehen sind Alltagsgegenstände aus dem Leben im Flüchtlingslager wie eine zum Stuhl umfunktionierte Munitionskiste, Kleider aus blau-weißen Küchentextilien und aus dem Gewebe eines alten Feuerwehrschlauches geknüpfte Gardinen.

## Geschichte
Das Gebäude ist eines von ursprünglich rund 100 Munitionslagerhäusern des einstigen Sperrwaffenarsenals Trappenkamp.

## Organisatorisches
Das Museum wird ehrenamtlich betrieben und kann an jedem zweiten Samstag im Monat am Nachmittag besichtigt werden. 